# Pseudaulacaspis strobilanthi
Pseudaulacaspis strobilanthi är en insektsart som först beskrevs av Green 1905.  Pseudaulacaspis strobilanthi ingår i släktet Pseudaulacaspis och familjen pansarsköldlöss.
Artens utbredningsområde är Sri Lanka. Inga underarter finns listade i Catalogue of Life.